# 4e arrondissement de Hô Chi Minh-Ville
Pour les articles homonymes, voir 4e arrondissement.
Le 4e arrondissement de Hô Chi Minh-Ville est le plus petit district urbain de Hô Chi Minh-Ville, on y trouve le port de Saïgon.

## Présentation
Le 4e arrondissement est une zone triangulaire, entourée de rivières et de canaux. 
Il borde la rivière de Saïgon et le 5e arrondissement au nord-est, la rivière Bến Nghé et le 1er arrondissement au nord-ouest, et le canal Tẻ et le 7e arrondissement au sud.

## Galerie

Pont Calmette et Boulevard Đoàn Văn Bơ.
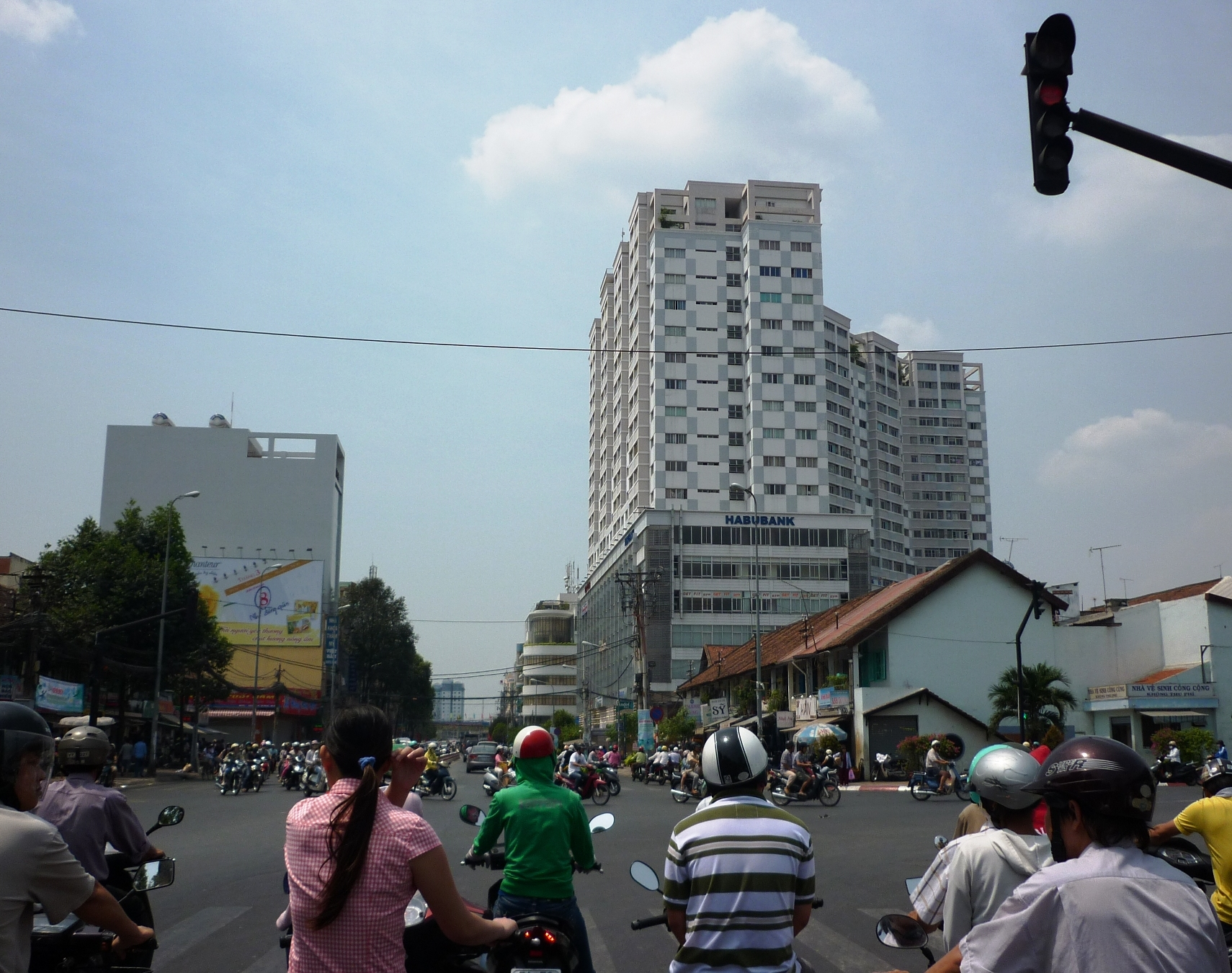
Rue Hoàng Diệu.
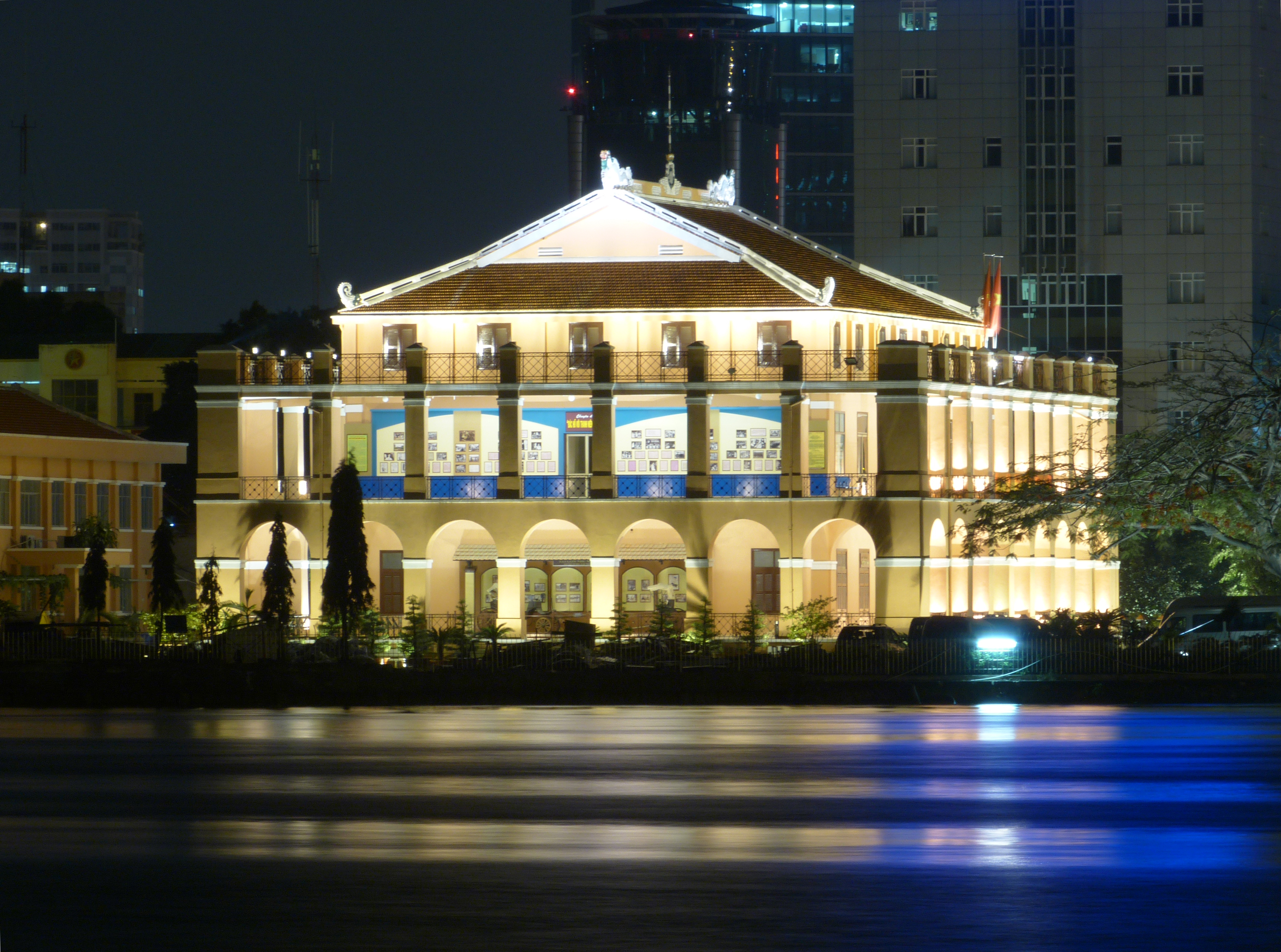
Le quai du Dragon.
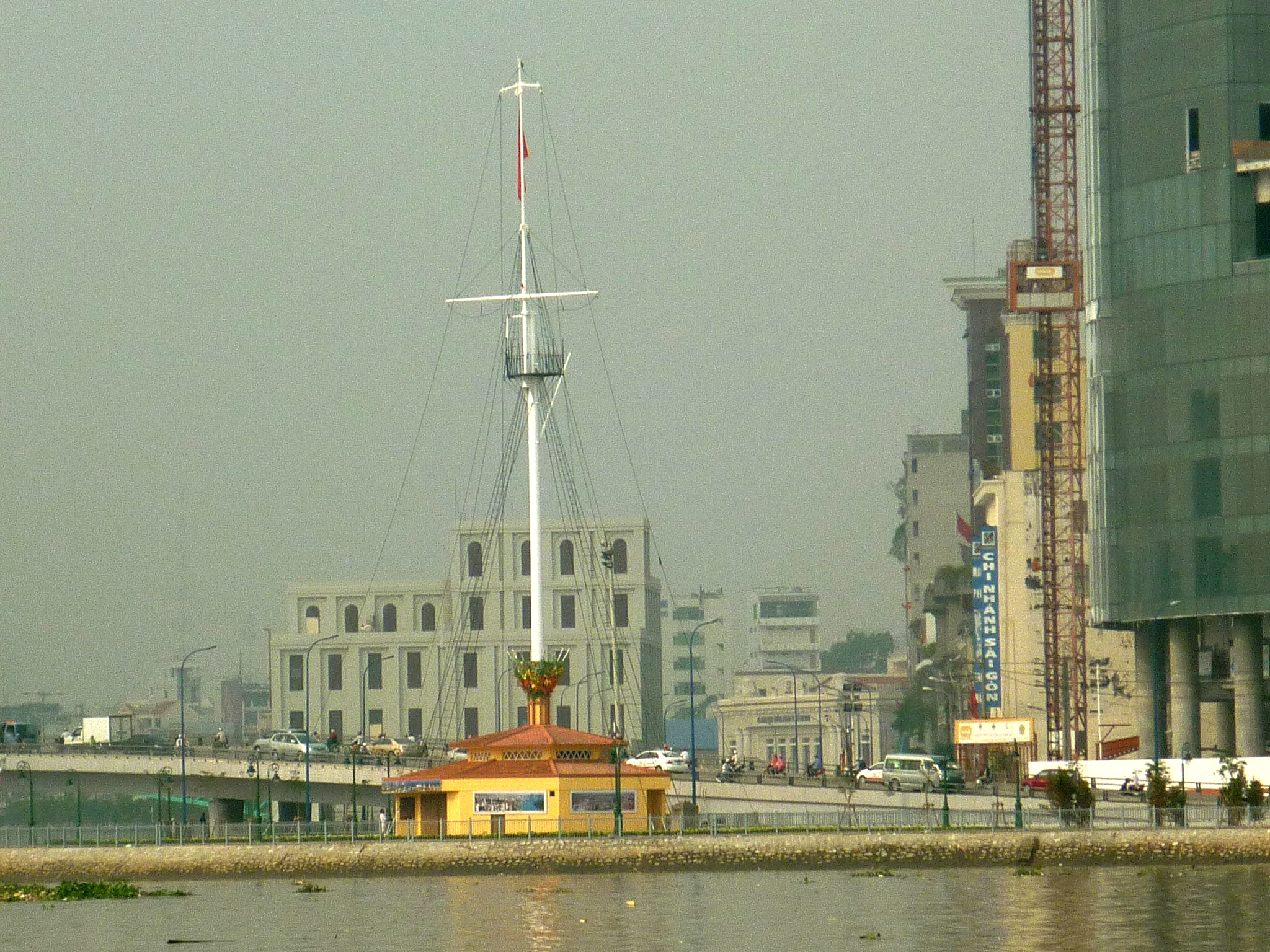
Mât sur le quai de Bach Dang, au fond la tour de ventilation du tunnel de Thu Thiem.